# تپه سر چیا
تپه سر چیا مربوط به عصر فلز - عصر مس و سنگ است و در شهرستان اسلام‌آباد غرب، بخش حمیل، دهستان منصوری، ۳ کیلومتری جنوب غرب چغا جنگه، ۴۰ متری شمال جاده آسفالته اسلام‌آباد به چشمه سنگی واقع شده و این اثر در تاریخ ۱۴ اسفند ۱۳۸۵ با شمارهٔ ثبت ۱۷۸۳۳ به‌عنوان یکی از آثار ملی ایران به ثبت رسیده است.